# Malavanaghatta, Channarayapatna
Malavanaghatta là một làng thuộc tehsil Channarayapatna, huyện Hassan, bang Karnataka, Ấn Độ.